# بوقشمير
بوقشمير (بالإنجليزية: BOUQACHMIR)‏ هي قرية ريفية تابعة لإقليم الخميسات ضمن جهة الرباط سلا زمور زعير بالمغرب. بلغ مجموع عدد سكان بوقشمير حسب إحصاءات 2004 حوالي 4454 نسمة يعيشون في 767 أسرة.